# Remix EP (1)
Remix EP (1) es un álbum de remixes de temas del músico francés de electrónica Jean-Michel Jarre, publicado el 17 de julio de 2015 por Sony Music.

## Antecedentes
Remix EP (1) contiene siete remixes de varios temas que Jarre compuso colaborando con diferentes artistas y que posteriormente publicó entre abril y junio de 2015 como singles y finalmente en su álbum Electronica 1: The Time Machine. Los artistas colaboradores de Jarre son M83, Gesaffelstein, Edgar Froese (de Tangerine Dream) y Robert «3D» del Naja (de Massive Attack).

## Lista de temas
| Remix EP (1) |                                         | |          |  |
| N.º          | Título                                  | Escritor(es)                                                                                               | Duración |  |
| 1.           | «Conquistador» (JMJ Remix)              | • Jean-Michel Jarre • Mike Lévy                                                                            | 3:50     |  |
| 2.           | «Glory» (Radio Mix)                     | • Jean-MichelJarre • Anthony Gonzalez                                                                      | 2:54     |  |
| 3.           | «Glory» (Steve Angello Remix)           | • Jean-Michel Jarre • Anthony Gonzalez • Steve Angello (Remix)                                             | 5:52     |  |
| 4.           | «Zero Gravity» (Above and Beyond Remix) | • Jean-Michel Jarre • Edgar Froese •Jono Grant (Remix) • Tony McGuinness (Remix) • Paavo Siljamäki (Remix) | 7:20     |  |
| 5.           | «Watching You» (3D Extended Remix)      | • Jean-Michel Jarre • Robert del Naja                                                                      | 5:40     |  |
| 6.           | «Watching You» (JMJ Remix Extended)     | • Jean-Michel Jarre • Robert del Naja                                                                      | 6:40     |  |
| 7.           | «Glory» (16Bit Lolitas Remix)           | • Jean-Michel Jarre • Anthony Gonzalez • Ariaan Olieroock (Remix) • Peter Kriek (Remix)                    | 7:38     |  |
| 39:54        |                                         | |          |  |